# Čáry
Čáry jsou obec na Slovensku v okrese Senica, v Trnavském kraji.

## Vodní toky
- Myjava
- Čársky potok
- Čárska Kopánka

## Staré a cizí názvy obce
- 1392 - Cher
- 1588 - Chiary
- 1662 - Cžar[3]
- 1773 - Csary
- 1786 - Cschari
- 1808 - Csari, Cžary
- 1863 - Csári
- 1920 - Čáry, Čáre

## Politika

### Starostové obce
- Rychtáři obce Čáry za rakousko-uherské monarchie:

1. Pavel Kralovič
2. Michal Hluchý
3. Pavel Lánik
4. Štefan Lánik

- Rychtáři obce Čáry 1918 - 1940:

1. Ján Lábský
2. Ladislav Adamovič
3. Vavrinec Komorník
4. Anton Valovič

- Vládní komisař obce 1940 - 1945:

1. Albín Mráz

- Rychtáři obce Čáry 1945 - 1948:

1. Fabián Mihálik
2. Bendíkt Kadlic

- Předsedové MNV obce 1949 - 1990:

1. Klaudius Vajda
2. Alexander Mihalovič
3. Emil Ozábal
4. Titus Vajda
5. Jozef Vizváry
6. Jozef Valusek
7. Ján Královič
8. Anton Bartal
9. Anton Polák

- Starosta obce Čáry 1990 - 2007:

1. Marián Halás

### Zastupitelstvo
- Od 1.1.2011

1. Marta Beneková
2. Lukáš Cigánek
3. Janka Flajžíková
4. Peter Halás, Mgr.
5. Alena Komorná, Ing.
6. Mikuláš Lánik, Mgr.
7. Pavol Morávek
8. Andrej Rusek
9. Zuzana Šimeková, Mgr.

## Kultura a zajímavosti

### Památky
- Kostel sv. Martina - postaven v letech 1640 – 1653, vysvěcen 11. 11. 1653
- Rodný dům Martina Kollára - chráněná památka
- Mandelíkův mlýn - rozsáhlá mlýnská usedlost na uměle vytvořeném rameni řeky Myjavy - Čárském náhonu

### Pomníky
- Pomník padlých vojáků v 1. a 2. světové válce.

### Sport
- ŠK Baník Čáry

### Pravidelné akce
- Masopust - „tanec Turků“
- Stavění májky
- Letní hody

### Školství
- Mateřská škola Čáry
- Základní škola Čáry
  - Historie školy První přesné zprávy o založení školy v obci Čáry pocházejí z roku 1812. Byla to škola s jednou třídou. O prvním učiteli se zprávy nezachovaly. Protože se počet obyvatelstva v obci zvyšoval a tím i přibývalo dětí, bylo nutností vytvořit ještě jednu třídu. Stalo se tak v roce 1880. V roce 1930 obec dala postavit novou školní budovu s jednou třídou a ředitelským bytem. Celkem tedy byly v Čárech tři třídy. Učitelé se zde střídali téměř každý rokem, což bylo na velkou škodu pro žáky i majetek školy. Od roku 1946 byl ředitelem František Kubovič. Od této chvíle jsou o škole Čáry vedené dost přesné záznamy, protože se začala psát školní kronika. V roce 1960 byla slavnostně otevřena novostavba základní školy. Od té doby je Základní škola Čáry plně organizovaná škola. V tomto školním roce tedy oslaví 50. výročí svého vzniku.
  - Současnost školy V současnosti je zřizovatelem školy Obecní úřad Čáry. V školním roce 2009/2010 měla 115 žáků v devíti ročnících. Školu navštěvují i žáci romského původu, kterých je téměř třetina. Ve škole pracuje 11 kvalifikovaných učitelů, 1 vedoucí školního klubu a 6 nepedagogických zaměstnanců (uklízečky a kuchařky v jídelně). Škola má vybavenou učebnu informatiky, učebnu s interaktivní tabulí, specializovanou učebnu fyziky a hudební výchovy, připravuje se otevření jazykové laboratoře. Velmi však chybí tělocvična. V rámci školního vzdělávacího programu se škola specializuje na environmentální výchovu. Spolupracuje s lesním pedagogem, se správou Státních lesů SR a lesní školkou. Žáci se často účastní exkurzí a pobytů v přírodě. Velkou výhodou je i blízkost lesa, nad jehož částí mají i patronát. Pravidelně jej čistí, vysazují stromky, starají se o pomníky a sochu sv. Huberta. Škola se pravidelně účastní kulturním životě obce. Učitelé a žáci připravují programy ke Dni matek, k Měsíci úcty ke starším, ke stavění májky. Organizuje se i dětský masopustní karneval, vánoční tvůrčí dílny a trhy, vánoční besídka i oslavy Mikuláše.

## Osobnosti
- Blažej Kovár, římskokatolický kněz (16. listopad 1929 – 6. prosinec 1994)

### Čestné občanství
- 2007 - Mária Kráľovičová - Slovenská herečka

### Významné osobnosti
- Martin Kollár - kulturní pracovník, redaktor, překladatel
- Jozef Agnelli - šlechtitel, pěstitel,
- Jozef Lánik - slovenský fyzik